# Polomarket
Die POLOmarket Sp. z o.o. ist ein polnisches Einzelhandelsunternehmen, das Supermärkte unter den Namen Polomarket (Eigenschreibweise POLOmarket) betreibt. Das Unternehmen, das seinen Sitz in Pakość hat, betreibt heute (Stand: August 2023) landesweit mehr als 280 Filialen und drei Logistikzentren.

## Geschichte

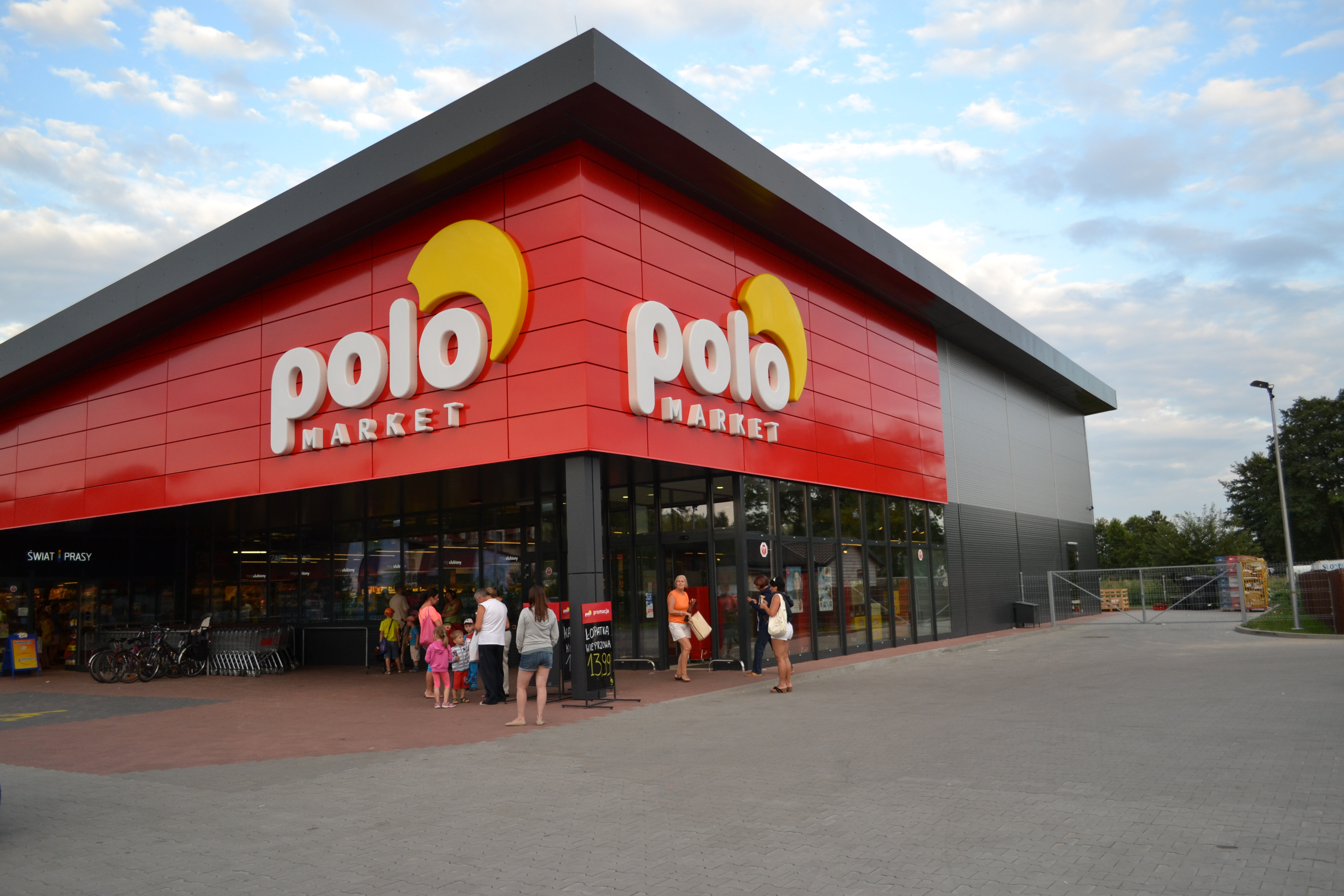
Polomarket-Filiale in Dąbki

Gegründet 1997 mit 27 Filialen, entwickelte sich das Unternehmen über die Jahre zu einem nationalen Versorger mit Lebens- und Nahrungsmitteln. Grundlage für den Beginn des Unternehmens war der Zusammenschluss von fünf Ladenbesitzern aus Konin, Inowrocław, Płock, Świecie und Toruń. Im Jahr 2006 übernahm man die rund 500 Mitarbeiter sowie die zwölf Filialen der Supermarktkette ABC, die sich alle in Krakau befanden. 2013 wurde das heutige Logo eingeführt. Es führte die im vorigen Logo eingeführten Grundzüge fort. Zeitgleich wurde das Erscheinungsbild der Filialen grundlegend überarbeitet. Zum Jahresende 2014 verließ market-Detal Sp. z o.o., ein seit 1997 bestandener Partner des Unternehmens, den Verbund. Infolgedessen wurden bis zum 14. Januar 2015 167 bisherige Polomarket-Supermärkte auf die damals neu eingeführte Marke Mila umgeflaggt. Seit 2016 führt man mit der Polokarta ein eigenes Kundenbindungsprogramm. Die Karte ist seit 2019 auch als mobile Lösung im Einsatz. Im August desselben Jahres entstand die eigene App Polomarket – mój ulubiony. Zu Beginn der Corona-Pandemie spendete Polomarket rund 10.000 Visiere sowie Lebensmittel und hygienische Artikel an medizinisches Personal. Anfang 2022 wurde die Verteilung von Prospekten in Papierform eingestellt, seitdem sind die Angebote lediglich in digitaler Form abrufbar. Im Zuge des Angriffskriegs Russlands auf die Ukraine entschied sich Polomarket Ende Februar 2022 Produkte als Belarus und Russland aus dem Sortiment zu nehmen.

## Logo
Das Logo von Polomarket verfügt, abweichend von der generellen Bezeichnung über den Schriftzug polo MARKET, im ersten Logo noch abweichend als market. Das seit ca. 2006 im Einsatz befindliche Logo zeigt den auf einem roten Hintergrund, in weiß gehaltenen Schriftzug der Marke, der um eine angedeutete Sonne hinter den Buchstaben L und O ergänzt wird. Bereits im ersten Logo war die Sonne bereits vertreten, hier jedoch noch freistehend, als Bindeglied der beiden Teile des Namens.

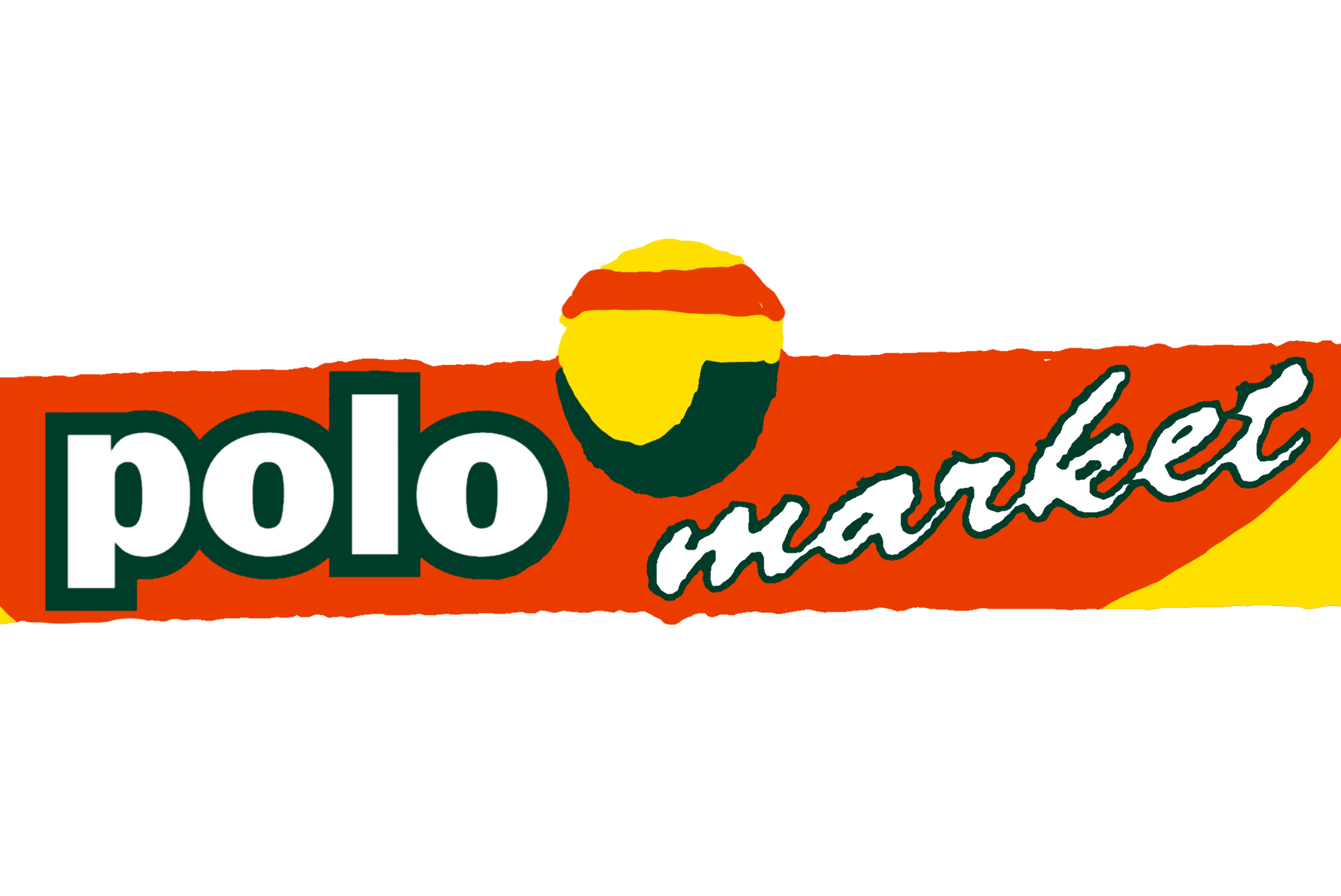
Erstes Logo (1997 bis ca. 2006)
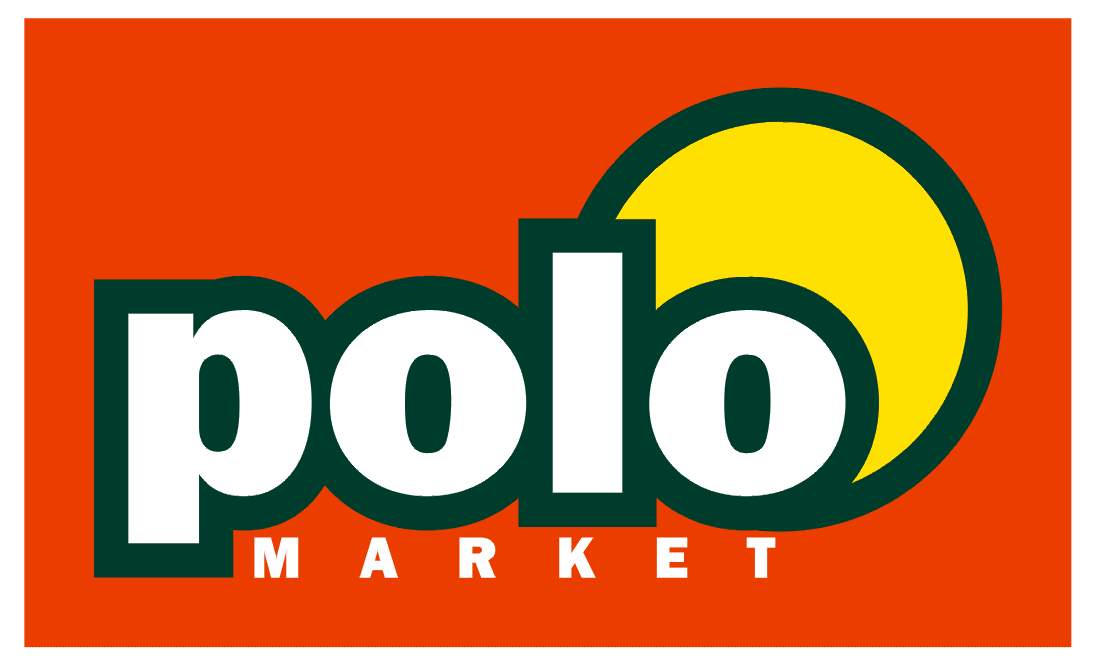
Zweites Logo (von ca. 2006 bis 2013)
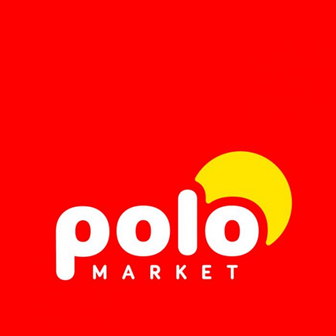
Aktuelles, drittes Logo seit 2013